# Nottingham Challenger 2007
Il Nottingham Challenger 2007 è stato un torneo di tennis facente parte della categoria ATP Challenger Series nell'ambito dell'ATP Challenger Series 2007. Il torneo si è giocato a Nottingham in Gran Bretagna dal 23 al 29 luglio 2007 su campi in erba.

## Vincitori

### Singolare
Alun Jones ha battuto in finale  Aisam-ul-Haq Qureshi con il punteggio di 6–3, 4–6, 6–4

### Doppio
Rohan Bopanna /  Aisam-ul-Haq Qureshi hanno battuto in finale  Mustafa Ghouse /  Josh Goodall con il punteggio di 6–3, 7–6(5)